# Expedición estadounidense a Nuku Hiva
La expedición estadounidense a Nuku Hiva fue un conflicto armado entre los Estados Unidos y los habitantes polinesios de la isla de Nuku Hiva en las Islas Marquesas durante la durante la guerra anglo-estadounidense de 1812.
Ocurrió en 1813, durante las correrías del Essex dirigidas por el capitán David Porter. El capitán decidió dirigirse a Nuku Hiva para reparar su barco y continuar su actividad corsaria contra los británicos. A su llegada, los estadounidenses se involucraron en una guerra tribal y se aliaron con el pueblo Te I'i contra los clanes Happah y Tai Pi. La guerra terminaría con la derrota de los indios Happah y los Tai Pi. Porter abandonó la isla dejando una guarnición. En abril de 1814, parte de la guarnición se sublevó. El 9 de mayo los indios atacaron, y el 10 de mayo Gamble evacuó la isla.

## Antecedentes a la expedición
La guerra anglo-estadounidense de 1812 empezó el 18 de junio de 1812, cuando Estados Unidos le declara la guerra al Reino Unido. Las operaciones en el Pacífico comenzaron a principios de 1813 cuando el Capitán Porter ingresó al Pacífico, a través del cabo de Hornos, en la fragata de treinta y dos cañones USS Essex (1799). Originalmente, se asignó a Porter para que se reuniera con otros dos buques de guerra, pero ambos se encontraron con enemigos, por lo que Porter abandonó el Atlántico solo. Porter tenía la misión de acosar a los balleneros británicos alrededor de las Islas Galápagos. Durante meses, los estadounidenses navegaron por los Mares del Sur y capturaron a varios balleneros británicos.
En octubre de 1813, el Essex necesitaba reparaciones, por lo que Porter decidió dirigirse a Nuku Hiva, una isla en las Marquesas, por temor a que un escuadrón británico lo encontrara si optaba por refugiarse en un puerto sudamericano. La flota estadounidense que fue a las Marquesas incluía al USS Essex y al ballenero estadounidense liberado Barclay, y nueve balleneros británicos capturados: Seringapatam (22 cañones), Greenwich (10 cañones), Moctezuma (18 cañones), Essex Junior (16 cañones), Hector (11 cañones), Charlton (10 cañones), Sir Andrew Hammond, y Catherine y New Zealander, ambos de ocho cañones. En total, el Capitán Porter contaba con poco más de 200 oficiales y marineros de la Marina de los Estados Unidos, acompañados de un pequeño destacamento de no más de veinte marines bajo el mando del teniente John M. Gamble. Uno de los marineros era el joven guardiamarina David Farragut, másalmirante de la Marina de los Estados Unidos.

## Expedición en Nuku Hiva

### Fundación de Madisonville
Porter llegó a Nuku Hiva el 25 de octubre de 1813 y la renombró Isla Madison en honor al presidente de los Estados Unidos, James Madison. Luego, Porter comenzó a hacer los preparativos para establecer la primera base naval estadounidense en el Pacífico, así como una pequeña colonia, a la que llamó Madisonville. El fuerte recibió el nombre de Fort Madison, y era un pequeño fuerte, de cuatro cañones que se construyó en una colina junto a una bahía que decidieron llamar bahía de Massachusetts. En ese lugar se realizó la ceremonia oficial de izada de bandera el 19 de noviembre, se dispararon salvas en diecisiete cañonazos y se enterró en el suelo un mensaje para los futuros exploradores. En esta declaración se afirmó que los Te I'is eran súbditos de los Estados Unidos y que estos últimos habían reclamado oficialmente la isla que Porter esperaba que se convirtiera en una importante base naval.
En este tiempo, los marineros rasparon el casco inferior recubierto de cobre del Essex y usaron humo para expulsar a las más de 1000 ratas escondidas en el barco.
Los estadounidenses describieron a los guerreros nativos como altos y de color cobrizo, con tatuajes en todo el cuerpo. Llevaban taparrabos y algunos tenían capas hechas de corteza de árbol; los guerreros también portaban grandes garrotes o lanzas. Las mujeres vestían de manera similar a los hombres y eran amigables con los marineros. En la isla había un europeo llamado Wilson que habitaba la isla desde hacía muchos años. Sirvió como intérprete entre los americanos y los jefes nativos.

### Expedición Downes contra los Happah

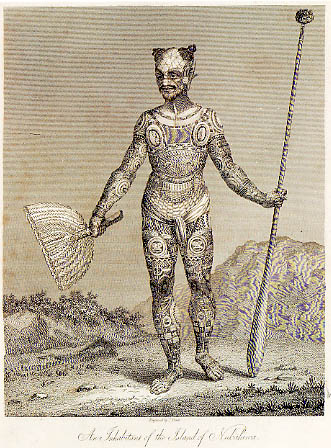
Un guerrero de Nuku Hiva por Wilhelm Gottlieb Tilesius von Tilenau, 1813

Nuku Hiva, en ese momento, estaba habitada por muchas tribus de pueblos indígenas, separados en aldeas por picos de montañas de miles de pies de altura. El área de tierra alrededor de la Bahía de Massachusetts, que se convirtió en la ciudad de Madisonville, estaba controlada por el cacique Gattanewa de los Te I'i y. Este cacique entregó los derechos para construir la base a cambio de que los estadounidenses se convirtieran en sus aliados y le ayudaran a luchar en la guerra contra los Happah. Mientras la mayoría de los estadounidenses construían su asentamiento, se le ordenó al teniente John Downes, al teniente de la Marina John Gamble y a un pelotón de cuarenta infantes de marina que se dirigieran a un reducto ubicado en lo alto de las montañas. Esta expedición arrastró un cañón con ruedas de 6 libras para asombrar a los indígenas. Varios centenares de guerreros Te I'i acompañaron a la expedición que partió de la costa en la primera semana de noviembre. Después de un viaje a través de la jungla, Downes y sus hombres encontraron el fuerte ocupado por 3000 a 4000 hostiles. Los Te I'i y sus aliados estadounidenses atacaron; durante la pelea, una roca golpeó a Downes en el estómago y lo lastimó. Un marinero fue herido por una lanza en el cuello, pero aparentemente sobrevivió. El teniente Gamble fue señalado por un guerrero Happah de complexión fuerte, que cargó contra él con un garrote de madera. Desenvainando su espada, Gamble impidió que el garrote lo dejara inconsciente mientras otro infante de marina, al ver que Gamble luchaba, apuntó con su mosquete a la cabeza del Happah. Este disparo realizado desde sólo un pie de distancia casi decapita al guerrero.
El asalto al fuerte tuvo éxito y Downes informó que sus hombres habían matado a cinco enemigos y que los Te I'i masacraron a los heridos con garrotes. El teniente Downes también dijo que estaba muy sorprendido de que sus aliados no se comieran a los muertos; en cambio, usaron sus huesos para hacer collares y asas de abanico. En los días siguientes, los jefes de los Happah llegaron a la costa para establecer un acuerdo de paz. El acuerdo de paz se realizó. En este se acordó que los Happah se aliarían a los Te I'i y los estadounidenses contra los Tai Pi.

### Expedición de Porter contra los Tai Pi
No mucho después de someter a los Happah, los Tai Pi declararon la guerra a los Te I'i, los Happah y los estadounidenses. La flota del Capitán Porter, combinada con alrededor de 5000 guerreros aliados, en al menos 200 canoas de guerra, atacó la costa controlada por los Tai Pi. Después de eso, treinta y seis oficiales y hombres con un cañón, comandados personalmente por Porter, avanzaron hasta una fortaleza con muros de dos metros de altura. La batalla comenzó cuando los Tai Pi emboscaron a los estadounidenses en la jungla cerca del fuerte. Porter escribió "Entramos en los matorrales, y en todo momento éramos asaltados por lanzas y piedras, que venían de diferentes partes en la emboscada. Podíamos oír el chasquido de las hondas, el silbido de las piedras, y las lanzas pasaban temblando junto a nosotros, pero no podíamos percibir de quién venían." La expedición siguió adelante, encontrando una mayor resistencia a medida que avanzaban. El grupo llegó al fuerte donde comenzó una batalla campal que duraría horas. Los estadounidenses eliminaban a los guerreros enemigos con sus mosquetes; el cañón apuntaba a las fortificaciones. Mientras tanto, sus aliados, los Te I'i y los Happah padecían el ataque de los Tai Pi. A su llegada, un sargento de la Marina notificó al teniente Gamble y al capitán Porter lo desesperado de su situación. Los marines de su escuadrón se quedaron con tres o cuatro cartuchos de munición. El teniente Gamble y cuatro hombres recibieron permiso para regresar a la playa en busca de reabastecimiento, pero a su llegada, la situación con sus aliados nativos se había deteriorado.
Miles de Tai Pi ocuparon la posición fuertemente defendida y lograron repeler los ataques nativos. Cerca del final del enfrentamiento, los Te I'is y los Happah huyeron, dejando que los treinta y seis estadounidenses se las arreglaran solos. El capitán Porter notificó al teniente Gamble que ordenara a sus infantes de marina que cubrieran la retirada de regreso a la playa. Gamble colocó a sus hombres al borde de un arbusto para una última descarga decisiva para asegurarse de que una fuerte fuerza enemiga no los persiguiera. Como resultado del enfrentamiento, un hombre estadounidense murió y dos resultaron heridos. Una de las bajas fue el teniente Downes, que sufrió una grave fractura en la pierna. " Regresamos a la playa muy fatigados y acosados por marchar y pelear", dijo Porter, quien luego navegó de regreso a Madisonville.

### Segunda expedición de Porter contra los Tai Pi

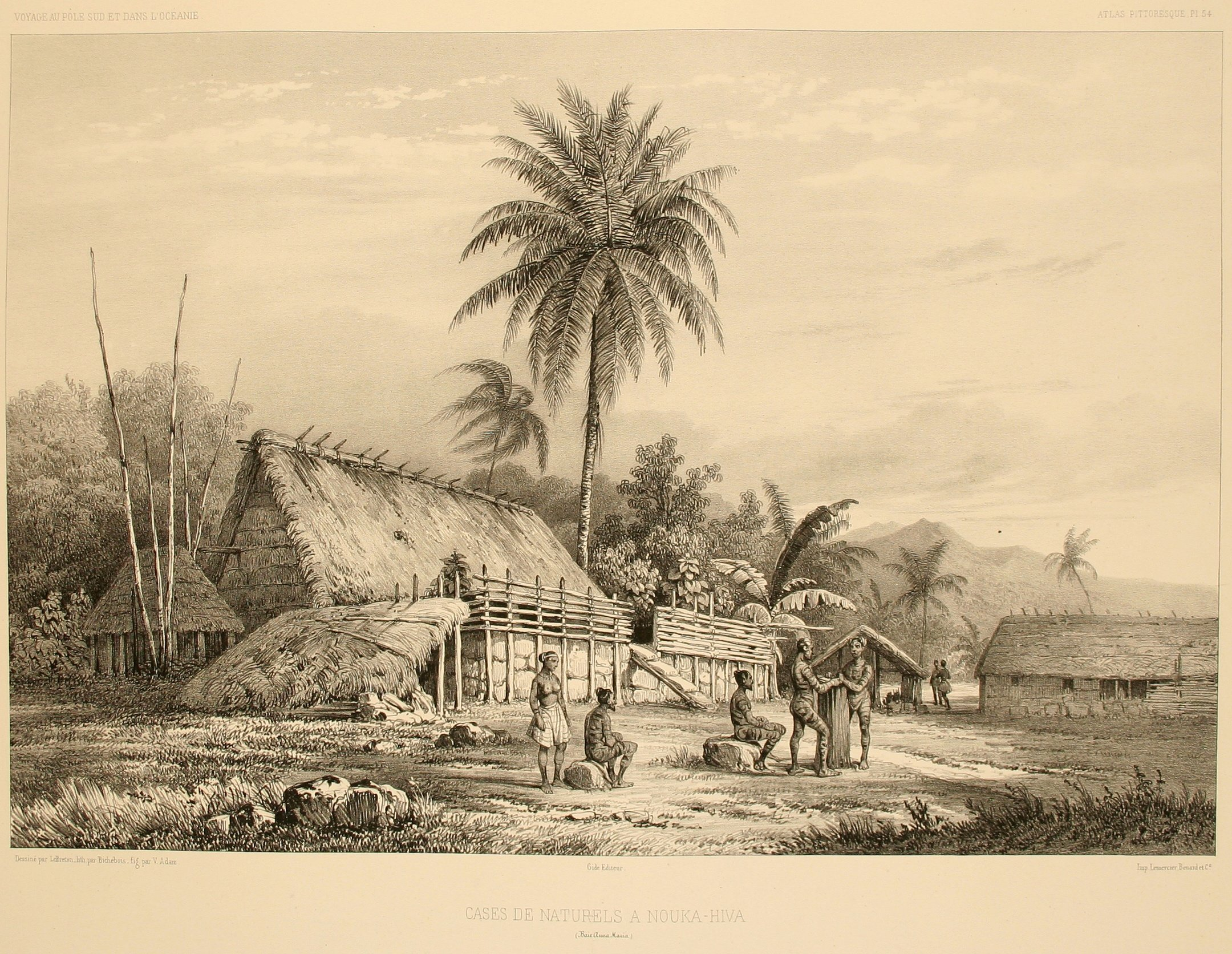
Una litografía de 1846 de Nuka Hiva.

Una vez que se corrió la voz de que Porter y sus aliados habían sido derrotados, los guerreros Te I'i y Happah comenzaron a volverse contra los estadounidenses, lo que los llevó a temer que Madisonville fuera invadido y los habitantes masacrados. Porter escribió; " Ahora no tenía otra alternativa que probar nuestra superioridad mediante un ataque exitoso contra los Typees". Porter organizó y dirigió a la mayoría de sus hombres en una segunda misión en territorio enemigo, esta vez por tierra hasta el valle de Typee y con la asistencia limitada de los Te I'i. El valle tiene nueve millas de ancho por tres millas del largo y era la base de los Tai Pi, ahí se encontraban sus aldeas y cosechaban coco y frutipán. Evitaron el fuerte defendido cerca de la costa, ya que Porter podría hacer un ataque sorpresa y usar el terreno y sus armas superiores a su favor. Durante una noche, la milicia marchó hasta la cima de una colina que dominaba el valle, pero debido a que los estadounidenses estaban exhaustos por una larga marcha, Porter decidió esperar hasta la mañana siguiente para atacar. El día siguiente fue lluvioso y ventoso según los informes, la humedad había arruinado temporalmente la pólvora, por lo que la expedición pasó otro día descansando y esperando que la pólvora se secara. Finalmente, el 30 de noviembre, la expedición lanzó su ataque y poco después los estadounidenses y los Te I'i se encontraron en otra emboscada que rechazaron. Después de eso, el Capitán Porter envió a los jefes de los Tai Pi un mensaje aconsejándoles que cesaran las hostilidades de inmediato o, de lo contrario, sus aldeas serían incendiadas. El capitán esperó un tiempo y cuando se hizo evidente que el mensaje había sido ignorado, continuó el avance. Las fuerzas estadounidenses y los Te I'i finalmente ganaron el lugar ya que llegó la noche y el enemigo se retiró. No hubo bajas estadounidenses.
Porter afirmó que no le gustaba conquistar a un "pueblo feliz y heroico" y describió las secuelas de la batalla como "una escena de desolación y horror". El capitán también escribió que dejó atrás una "línea de ruinas humeantes" cuando emprendió la marcha de regreso a Madisonville. Los emisarios de Tai Pi no se quedaron atrás y trajeron a los estadounidenses "innumerables" cerdos como ofrenda de paz.

### Partida de Porter
El 9 de diciembre de 1813, el USS Essex estaba reparado y listo para navegar. Los marineros no estaban contentos con dejar a sus novias marquesinas y Porter tuvo que sofocar un motín declarando que " ... los volaría a todos hasta la eternidad". Un ex marinero de la Royal Navy con el nombre de Robert White, fue llevado ante Porter, acusado de promover un amotinamiento en el Essex Junior. White negó las acusaciones, pero fueron confirmadas por otros marineros, lo que enfureció a Porter. Porter desenvainó así su espada, la cara se puso roja y gritó: "¡Corre, sinvergüenza! ¡Corre por tu vida!" White salió corriendo, saltó por la borda y nadó hasta una canoa cercana.
Los 250 tripulantes restantes permanecieron leales y el Essex zarpó el 9 de diciembre de 1813 para continuar con sus actividades corsarias. La mayor parte de la flota partió, aunque los barcos Sir Andrew Hammond, Seringapatam y Greenwich permanecieron en Nuku Hiva con el teniente John Gamble, dos guardiamarinas, diecinueve marineros y seis prisioneros, siendo los prisioneros y algunos de los marineros ciudadanos británicos.

### Motín delSeringapatam
La situación estuvo tranquila hasta que el 7 de mayo de 1814, los marineros británicos de la guarnición se amotinaron. Primero liberaron a los seis prisioneros y luego atacaron Fort Madison antes de tomar el Seringapatam y escapar. Gamble resultó herido en el pie y quedó a la deriva en un pequeño bote con otros cuatro, pero finalmente llegaron al Sir Andrew Hammond. Mientras tanto, el intérprete que había vivido en la isla varios años, Wilson, provocó problemas con los Te I'i al decirles que Porter no volvería. 

## Ataque final de los nativos
Unos días después, el 9 de mayo, seis de los marineros estadounidenses fueron atacados en la playa por los Te I'i; un guardiamarina de dieciséis años murió junto con cuatro marineros mientras que otros dos escaparon, uno de los cuales resultó herido. Mientras tanto, Gamble estaba solo en su barco, recuperándose de su pie herido, cuando dos canoas de guerra se acercaron para atacar. Los cañones de la nave estaban precargados, por lo que Gamble, sin ayuda de nadie, cojeaba de cañón en cañón, disparándolos lo más rápido posible, hasta que el enemigo retrocedía. A la mañana siguiente dio la orden de evacuar Madisonville, quedando solo ocho hombres en tierra y todos estaban heridos o enfermos. Así terminó de la primera base naval y colonia de Estados Unidos en el Océano Pacífico. El Capitán Porter nunca regresó a la isla debido a que fue capturado por los ingleses en la Batalla de Valparaíso el 28 de marzo de 1814.

## Después de la expedición
Los amotinados navegaron desde Seringapatam hasta Nueva Gales del Sur. Desde allí, navegaron de regreso a Gran Bretaña, donde el barco volvió a sus dueños mediante el pago del salvamento.
Los barcos ingleses Querubín y Phoebe alcanzaron al Essex y Essex Junior frente a Valparaíso. Frente al puerto se realizó el combate naval de Valparaíso, que concluyó con la victoria británica y la captura de Porter y ambos barcos estadounidenses.
Antes de dejar Nuku Hiva, Gamble prendió fuego al Greenwich. Él y siete hombres (cuatro no aptos para el servicio) navegaron a bordo del Sir Andrew Hammond 2500 millas (4023,4 km) antes de que se encontraran con el HMS Cherub Finalmente, en 1815, Gamble pudo regresar a los Estados Unidos.
El 28 de agosto de 1814, una flotilla de la Royal Navy con el HMS Briton ancló frente a Nuku Hiva. Descubrieron que Porter había construido Fort Madison, Nuku Hiva y una villa en la isla, que los nativos destruyeron después de que partió su barco. Antes de su partida, Thomas Staines, con el consentimiento de las tribus locales excepto los "Typees" del valle de Tai Pi, tomó posesión de Nuku Hiva en nombre de la Corona británica.